# Davide Simoncelli
Davide Simoncelli (Rovereto, 30 januari 1979) is een Italiaans  alpineskiër. Hij nam driemaal deel aan de Olympische Winterspelen, maar behaalde geen medaille. 

## Carrière
Simoncelli maakte zijn wereldbekerdebuut in december 1999 tijdens de slalom in Madonna di Campiglio. Op 22 december 2002 eindigde hij voor een eerste keer op het podium van een wereldbekerwedstrijd: op de reuzenslalom van Alta Badia eindigde hij op een tweede plaats. Eén jaar later behaalde hij in dezelfde wedstrijd zijn eerste overwinning in de Wereldbeker.
In 2006 nam Simoncelli een eerste keer deel aan de Olympische Winterspelen. In de reuzenslalom haalde hij de finish niet.
Vier jaar later, op de Olympische Winterspelen in Vancouver eindigde Simoncelli 19e op de reuzenslalom. 

## Resultaten

### Titels
- Italiaans kampioen reuzenslalom - 2012

### Olympische Spelen
| Jaar | Plaats    | Resultaten        |
| ---- | --------- | ----------------- |
| 2006 | Turijn    | DNF1 Reuzenslalom |
| 2010 | Vancouver | 19e Reuzenslalom  |
| 2014 | Sotsji    | 17e Reuzenslalom  |

### Wereldkampioenschappen
| Jaar | Plaats                 | Resultaten                  |
| ---- | ---------------------- | --------------------------- |
| 2001 | Sankt Anton am Arlberg | 20e Reuzenslalom 23e Slalom |
| 2003 | Sankt Moritz           | DNF2 Reuzenslalom           |
| 2005 | Bormio                 | DNF1 Reuzenslalom           |
| 2009 | Val-d'Isère            | 11e Reuzenslalom            |
| 2011 | Garmisch-Partenkirchen | 20e Reuzenslalom            |
| 2013 | Schladming             | 6e Reuzenslalom             |
| 2015 | Vail/Beaver Creek      | 17e Reuzenslalom            |

### Wereldbeker

#### Eindklasseringen
| Seizoen   | Algm | SL  | RS  | SC  |
| --------- | ---- | --- | --- | --- |
| 2000/2001 | 109e | -   | 41e | -   |
| 2001/2002 | 104e | 59e | 33e | -   |
| 2002/2003 | 60e  | -   | 19e | -   |
| 2003/2004 | 37e  | -   | 5e  | -   |
| 2004/2005 | 38e  | -   | 8e  | -   |
| 2005/2006 | 29e  | -   | 4e  | -   |
| 2006/2007 | 64e  | -   | 12e | 47e |
| 2007/2008 | 56e  | -   | 12e | -   |
| 2008/2009 | 73e  | -   | 23e | -   |
| 2009/2010 | 22e  | -   | 4e  | -   |
| 2010/2011 | 73e  | -   | 16e | -   |
| 2011/2012 | 57e  | -   | 15e | -   |
| 2012/2013 | 40e  | -   | 11e | -   |
| 2013/2014 | 61e  | -   | 23e | -   |
| 2014/2015 | 61e  | -   | 23e | -   |

#### Wereldbekerzeges
| Datum            | Plaats     | Onderdeel    |
| ---------------- | ---------- | ------------ |
| 21 december 2003 | Alta Badia | Reuzenslalom |
| 4 maart 2006     | Yongpyong  | Reuzenslalom |